# Rosita Arenas
Rosa Arenas Dios (Caracas, 19 de agosto de 1933), conocida como Rosita Arenas, es una actriz mexicana nacida en Venezuela. 
Entre sus trabajos más destacados se encuentra su participación en películas como ¿Qué te ha dado esa mujer? (1951), El bruto (1953), Los chiflados del rock and roll (1957), Escuela de rateros (1958), y El espejo de la bruja (1962).

## Biografía y carrera

### 1933-1949: primeros años
Rosa Arenas Dios nació el 19 de agosto de 1933 en Caracas, Venezuela, siendo hija del actor español Miguel Arenas, y de la española Dolores Dios Bermúdez. Al nacer fue llevada a vivir a México, país donde sus padres radicaban y donde fue registrada como mexicana. Establecidos en Ciudad de México, fue inscrita en el colegio Motolinía, un instituto católico privado donde se preparó académicamente, mientras al mismo tiempo iba desarrollando un interés por la actuación gracias a la influencia de su papá.

### 1949-1956:Época de Oro del cine mexicano
En 1949, a los 16 años, debutó como actriz infantil siendo la protagonista adolescente de Anacleto se divorcia, una película de la Época de Oro del cine mexicano, que se estrenó en 1950. En este último año, fue coronada como «Reina de las Fiestas de la Primavera» con el tratamiento de «Su Graciosa Majestad», al haber ganado un concurso de belleza organizado durante la celebración de las Fiestas de Primavera de la Ciudad de México. Como premio, recibió una fuerte cantidad de dinero, la cual donó a la construcción de la Clínica Primavera, creada en ese entonces para atender a los niños afectados por la pandemia del virus de la poliomielitis. Su hazaña le abrió pasó en el mundo laboral, siendo esta la razón por la que a inicios de los cincuenta, decidió abandonar sus estudios como contadora.
En 1951, se lanzó ¿Qué te ha dado esa mujer?, una secuela directa de A.T.M. ¡A toda máquina!, con la que rápidamente logró establecerse en la industria cinematográfica. Su filmografía prosiguió con títulos como El genial detective Peter Pérez (1952), La hija del ministro (1952), El bruto (1953), El señor fotógrafo (1953), y El médico de las locas (1956).

### 1957-1964: matrimonios, cine de terror y retiro
Concluido el cine de oro en 1956, siguió trabajando en proyectos como Los chiflados del rock and roll, en la que probó suerte como cantante interpretando algunas canciones con mariachi, Al compás del rock and roll (1957), Hay ángeles con espuelas (1957), Los tres mosqueteros y medio (1957), Escuela de rateros (1958), y una trilogía de filmes de ciencia ficción y terror que adquirieron un estatus de culto en Estados Unidos; La momia azteca y La maldición de la momia azteca, ambas de 1957, y La momia azteca contra el robot humano de 1958.
Luego de haber sido vinculada amorosamente con personalidades como Miguel Aceves Mejía, Cesáreo González Rodríguez, Miguel Alemán Velasco, y Emilio Azcárraga Milmo, en septiembre de 1959, se casó en Palma de Mallorca, España, con el aristócrata y actor español Jaime de Mora y Aragón. Ambos se reinstalaron en México, donde Jaime aprovechó el estatus que Rosita tenía en el cine para pedirle créditos monetarios a sus conocidos famosos. Cuando sus cifras de préstamos empezaron a aumentar, así como otras deudas que ya tenía, decidió huir de México y esconderse en España, abandonando a Rosita y robando y vendiendo todas sus joyas para conseguir el dinero suficiente que lo ayudara a salir del país. Transcurridos más de tres meses sin saber de él, Arenas solicitó la anulación de su matrimonio ante la ley, mismo que le fue concedido un año y medio después.
El 1 de agosto de 1960, contrajo matrimonio con el actor, director y productor de cine, Abel Salazar, con quien procreó dos hijas; Rosa Salazar Arenas, que al crecer, siguió sus pasos y se convirtió en actriz, además de ser escritora, y Claudia Salazar Arenas, que se formó como chef. Establecida como una reina del grito gracias a sus constantes trabajos en el cine de terror, Salazar produjo dos de las cintas que la consagraron actoralmente y reafirmaron dicha denominación en su carrera, protagonizando El espejo de la bruja de 1962, y La maldición de la Llorona de 1963. Posterior al estreno de un telefilme mexicanoestadounidense de poco éxito en el que participó sin ser acreditada, Attack of the Mayan Mummy de 1964, una versión estadounidense de La momia azteca, se retiró de los medios de entretenimiento para poder cuidar de sus hijas.

### 1980-2023: regreso y vida posterior
Cerca de 1980, se divorció de Abel Salazar. Siete años más tarde, en 1987, hizo su regresó a la actuación en la telenovela Senda de gloria. Seguidamente se estableció en televisión con melodramas posteriores como Luz y sombra de 1989, Valeria y Maximiliano de 1991 a 1992, y Tenías que ser tú de 1992. También en 1992, se casó por tercera ocasión, esta vez con René Parlange, y el mismo año volvió al cine con la película, Cambiando el destino.
En 1994, se lanzó ¿Me permites matarte?, una cinta con la que marcó el final de su carrera actoral, ya que luego de su proyección, se retiró de la actuación definitivamente. Alejada del medio artístico, pasó a disfrutar sus años de jubilación en su casa de Ciudad de México, siendo frecuentada por sus hijas y sus nietos, ya que su esposo René falleció en fecha desconocida.
Tras haber pasado varios años retirada, el 13 de enero de 2020, reapareció en medios de comunicación para ser entrevistada sobre su carrera en el programa 24xSegundo del canal Golden. El 7 de octubre de 2022, fue entrevistada acerca de su trabajo en la película El espejo de la bruja, por Abraham Castillo Flores, un programador de cine y curador de arte dedicado a la difusión del cine de terror mexicano. Dicha entrevista la realizó como parte de un proyecto sobre películas de terror mexicanas titulado, Maleficarum: Resurrecting 20th Century Mexican Horror Cinema, llevado a cabo en el Academy Museum of Motion Pictures, localizado en Los Ángeles, California, Estados Unidos. La entrevista fue lanzada el 12 de noviembre de 2023, a través del canal oficial en YouTube del antedicho museo.

## Filmografía

### Cine
| Año  | Título                                               | Papel                           | Notas                                                                                  |
| ---- | ---------------------------------------------------- | ------------------------------- | -------------------------------------------------------------------------------------- |
| 1950 | Anacleto se divorcia                                 | Rosita                          |                                                                                        |
| 1951 | Fierecilla                                           | Rosita Hernández                |                                                                                        |
| 1951 | ¿Qué te ha dado esa mujer?                           | Marianela                       |                                                                                        |
| 1952 | Mi campeón                                           | Rosita                          |                                                                                        |
| 1952 | El genial Detective Peter Pérez                      | Alicia López                    |                                                                                        |
| 1952 | La hija del ministro                                 | Susana del Villar               | Acreditada como Rosa Arenas                                                            |
| 1952 | María del Mar                                        | María del Mar                   |                                                                                        |
| 1953 | El bruto                                             | Meche                           | Acreditada como Rosa Arenas                                                            |
| 1953 | El plebeyo                                           | Virginia                        |                                                                                        |
| 1953 | Los solterones                                       | Sebastiana Gandía / Sebastián   |                                                                                        |
| 1953 | Tu recuerdo y yo                                     | Personaje desconocido           | Acreditada como Rosa Arenas                                                            |
| 1953 | El señor fotógrafo                                   | Chelito                         |                                                                                        |
| 1954 | La ladrona                                           | Marta / Madre María del Auxilio |                                                                                        |
| 1954 | La gitana blanca                                     | Nina                            |                                                                                        |
| 1955 | La sombra de Cruz Diablo                             | Marcela de Ampudia              |                                                                                        |
| 1956 | Historia de un marido infiel                         | Cristina                        |                                                                                        |
| 1956 | Tres valientes camaradas                             | Personaje desconocido           |                                                                                        |
| 1956 | El médico de las locas                               | Maruca                          |                                                                                        |
| 1957 | Los chiflados del rock and roll                      | Paloma Domínguez                | Interpretando los temas; «Serenata huasteca» «Se me hizo fácil» «Que manera de perder» |
| 1957 | Al compás del rock and roll                          | Personaje desconocido           |                                                                                        |
| 1957 | Hay ángeles con espuelas                             | Rosa                            |                                                                                        |
| 1957 | Mal de amores                                        | Azucena                         |                                                                                        |
| 1957 | Los tres mosqueteros y medio                         | Constanza                       |                                                                                        |
| 1957 | La momia azteca                                      | Flor Sepúlveda / Xóchitl        |                                                                                        |
| 1957 | El gallo colorado                                    | Personaje desconocido           | Acreditada como Rosa Arenas                                                            |
| 1957 | La maldición de la momia azteca                      | Flor / Xóchitl                  |                                                                                        |
| 1958 | Escuela de rateros                                   | Rosaura Villarreal              | También conocida como Con la vida del otro                                             |
| 1958 | Un indiano en Moratilla                              | Personaje desconocido           |                                                                                        |
| 1958 | Con la vida del otro                                 | Rosaura Villarreal              |                                                                                        |
| 1958 | El látigo negro                                      | Lupe                            |                                                                                        |
| 1958 | La momia azteca contra el robot humano               | Flor Almada / Xóchitl           |                                                                                        |
| 1958 | El misterio del látigo negro                         | Lupe                            |                                                                                        |
| 1958 | La noche y el alba                                   | Amparo                          |                                                                                        |
| 1959 | Tres lecciones de amor                               | Doña Rosa Arenas                | Acreditada como Rosita Arenas                                                          |
| 1959 | El derecho a la vida                                 | Gloria Solís                    |                                                                                        |
| 1959 | Las aventuras de Carlos Lacroix                      | Personaje desconocido           |                                                                                        |
| 1959 | Diez fusiles esperan                                 | Teresa                          |                                                                                        |
| 1959 | Vístete Cristina                                     | Cristina                        |                                                                                        |
| 1959 | El ánima del ahorcado contra el látigo negro         | Personaje desconocido           |                                                                                        |
| 1959 | El niño de las monjas                                | Gloria                          |                                                                                        |
| 1960 | El amor que yo te di                                 | Noemí                           | Acreditada como Rosa Arenas                                                            |
| 1960 | El hombre que perdió el tren                         | Elena                           |                                                                                        |
| 1960 | El misterio de la cobra (Carlos Lacroix en la India) | Margot                          |                                                                                        |
| 1960 | Neutrón, el enmascarado negro                        | Nora Walker                     | Acreditada como Rosita Arenas                                                          |
| 1961 | Mujeres engañadas                                    | Rosa                            |                                                                                        |
| 1961 | Muchachas que trabajan                               | Cora Roldán                     | Acreditada como Rosa Arenas                                                            |
| 1961 | Casi casados                                         | Claudia de la Parra             | Acreditada como Rosita Arenas                                                          |
| 1961 | Dios sabrá juzgarnos                                 | Beatriz Navarro                 | Acreditada como Rosita Arenas                                                          |
| 1962 | Nuestros odiosos maridos                             | Inocencia                       |                                                                                        |
| 1962 | Twist locura de la juventud                          | Julia                           |                                                                                        |
| 1962 | El espejo de la bruja                                | Deborah                         |                                                                                        |
| 1962 | Los autómatas de la muerte                           | Nora Walker                     |                                                                                        |
| 1963 | Neutrón contra el Dr. Caronte                        | Nora Walker                     |                                                                                        |
| 1963 | La maldición de la Llorona                           | Amelia                          |                                                                                        |
| 1964 | Attack of the Mayan Mummy                            | Ann Taylor                      | Telefilme, producción mexicanoestadounidense No acreditada                             |
| 1992 | Cambiando el destino                                 | Madre Superiora                 | Acreditada como Rosa Arenas                                                            |
| 1994 | ¿Me permites matarte?                                | Madre de Martha                 | Acreditada como Rosa Arenas                                                            |

### Internet
| Año  | Título                              | Papel      | Notas                                                                |
| ---- | ----------------------------------- | ---------- | -------------------------------------------------------------------- |
| 2022 | Rosita Arenas at Mexico Maleficarum | Ella misma | Entrevista publicada en YouTube Estrenada el 12 de noviembre de 2023 |

### Televisión
| Año     | Título                | Papel                 | Notas                       |
| ------- | --------------------- | --------------------- | --------------------------- |
| 1987    | Senda de gloria       | Mercedes              | Acreditada como Rosa Arenas |
| 1989    | Luz y sombra          | Sra. Orozco           |                             |
| 1991    | La edad de oro        | Personaje desconocido | Acreditada como Rosa Arenas |
| 1991-92 | Valeria y Maximiliano | Blanca Landero        |                             |
| 1992    | Tenías que ser tú     | Laura Alcaine         | Acreditada como Rosa Arenas |
| 2020    | 24xSegundo            | Ella misma            | Entrevista                  |